# Perfume (groupe)
Pour les articles homonymes, voir Perfume.
Perfume (パフューム, Pafyūmu) est un groupe féminin de J-pop / électro-pop formé au début des années 2000, originaire de la préfecture d'Hiroshima au Japon et constitué de Ayano Ōmoto (Nocchi), Yuka Kashino (Kashiyuka) et Ayaka Nishiwaki (A~chan). Après cinq années lors desquelles il peine à se faire connaître sur la scène musicale japonaise, il atteint en 2008 la consécration que marquent les premières positions, au classement oricon, de l'album GAME puis du single love the world. En 2012, pendant la préparation de l'album LEVEL3, Perfume signe un contrat avec Universal Music, qui lui ouvre les portes d'une diffusion à l'international : le groupe donne son premier concert hors de l'archipel nippon en 2013.
Produit par Yasutaka Nakata, membre fondateur du groupe capsule qui écrit, compose et produit ses chansons depuis 2003, Perfume est actuellement l'un des groupes les plus représentatifs de la scène electro-pop au Japon. D'abord influencé par le shibuya-kei, le son du groupe utilise ensuite des éléments de synthpop, de techno ou de house music, avant d'emprunter un virage plus marqué vers la dance à partir du milieu de la décennie 2010. Nakata modifie très souvent la voix de ses interprètes, utilisant régulièrement l'auto-tune. Sur scène, Perfume interprète la plupart de ses chansons en playback, choix induit par la modification des voix  sur les morceaux originaux ainsi que par la performance des trois chanteuses, qui exécutent les mouvements de danse complexes chorégraphiés par Mikiko. Depuis quelques années, le groupe collabore avec l'entreprise japonaise Rhizomatiks, pionnière dans le domaine des arts numériques, qui lui fournit d'impressionnants dispositifs scéniques pour des morceaux tels que Spring of Life ou STORY.

## Nom
Les trois membres fondateurs du groupe, Ayaka Nishiwaki, Yuka Kashino et Yuka Kawashima, alors lycéennes, s'apercevant que leurs prénoms sont écrits à l'aide du même kanji (香, ka/ kaori qui signifie parfum, odeur, arôme en japonais), décident d'utiliser pour le nom de leur groupe la traduction anglaise de ce caractère, perfume (en japonais : 香水, kosui). Dans un premier temps, leur nom est stylisé en hiragana ぱふゅ〜む ou ぱふゅ→む, (pafyūmu). En 2003, la stylisation en hiragana est abandonnée au profit de l'alphabet latin, donnant au nom sa graphie actuelle, Perfume.
Lorsqu'un journaliste lui demande d'expliquer la signification du nom du groupe, Ayaka Nishiwaki répond : « L'aura de Perfume apaise l'âme et les sentiments des gens, leur permettant ainsi de se sentir heureux. C'est ce que nous voulons faire ressentir en tant qu'artistes ».

## Histoire

### 2000-2003: Création du groupe et début de carrière à Hiroshima
En 2000, Ayaka, Yuka et Yuka Kawashima ont la volonté de former un groupe de musique au sein de leur école spécialisée dans la formation de jeunes talents : la Actors School Hiroshima dirigée par TTS Production, filiale du groupe TSS-TV Co. Ltd. anciennement connue sous le nom de Television Shin-Hiroshima System. Avant même que le groupe débute, Yuka Kawashiwa décide de se retirer afin de se consacrer pleinement à la poursuite de ses études et aux activités d'un autre groupe. Sous les conseils de sa mère, Ayaka décide donc de faire appel à une nouvelle membre remplaçante pour le groupe et le choix se portera finalement sur une autre élève de l'école : Ayano Ōmoto.
Les membres du groupe prennent également des pseudonymes : Ayaka Nishiwaki se fera appeler A~Chan, Yuka Kashino se nommera Kashiyuka et Ayano Ōmoto prendra le nom de Nocchi.
En mars 2002, Perfume commence sa carrière à Hiroshima avec le single Omajinai Perori suivi de Kareshi Boshuchu sous le label Momiji. Ces deux singles sont vendus uniquement dans la ville natale du groupe ce qui font d'eux des singles particulièrement rares et recherchés par les fans du groupe. À sa sortie, Omajinai Perori ne coûte que 500 ¥. Aujourd'hui, son prix est estimé à 40 000 ¥. C'est également à cette période que le groupe va rencontrer la chorégraphe japonaise Mikiko qui contribuera à la création de toutes ses chorégraphies par la suite.

### 2003-2004: début à Tokyo sous Bee-Hive Record
En 2003, après la fin de leurs études à la Actors School d'Hiroshima, le trio part pour Tokyo. Là-bas le groupe signe avec l'agence Amuse Inc. et prend part au projet Bee-Hive constitué également d'autres groupes japonais tels que Buzy et BOYSTYLE. Toujours à Tokyo, Perfume rencontre Yasutaka Nakata, un DJ mais aussi un membre du groupe Capsule qui deviendra par la suite le producteur du groupe. Entre 2003 et 2004, le groupe sort 3 singles indie : Sweet Donuts, Monochrome Effect et Vitamin Drop sous le label Bee-Hive Records. Ce fut également à cette période que le groupe réalise ses premières performances lives. Cependant, il faudra encore attendre avant que Perfume connaisse le succès puisque aucun de ces 3 singles ne parvient à percer dans les charts japonais.
De l'automne 2004 à l'été 2005, Perfume s'installe à Akihabara. Le groupe collabore avec la chanteuse japonaise Haruko Momoi en assurant le chœur de la chanson Akihabalove. Un DVD est réalisé comportant la musique ainsi que sa vidéo promotionnelle. Akihabalove est également chantée par Haruko et Perfume lors de concerts surprises qui ont lieu dans les rues de Tokyo. Les Perfume seront par la suite considérée comme des Akiba-kei idols jusqu'à la sortie de leur album GAME en 2008.

### 2005-2006: Nouveau label etCOMPLETE BEST
Le 21 septembre 2005, Perfume réalise ses premiers débuts officiels en tant que groupe unique sous le label Tokuma Japan Communications. Le groupe réalise un premier single Linear Motor Girl qui se place en 99e position dans l'Oricon charts. Computer City et Electro World sont les deux singles qui suivent en 2006. Le 2 août 2006, Perfume réalise l'album Perfume ~Complete Best~ contenant une nouvelle chanson Perfect Star, Perfect Style. L'album se place à la 33e position dans l'Oricon charts.
Le 20 décembre 2006, Perfume réalise une chanson spéciale intitulée Twinkle Snow Powdery Snow. Cette chanson apparaîtra plus tard dans leur single Fan Service (Sweet) et le 21 décembre, le groupe réalise un concert à Harajuku qui sera enregistré sous le nom de Fan Service (bitter).

### 2007-2008: Succès commercial etGAME
Alors que presque tous les membres du projet Bee-Hive sont petit à petit virés par Amuse Inc, Perfume se voit offrir l'occasion de réaliser un autre single. En février 2007 sort le single Chocolate Disco qui est une musique dansante au clip coloré. C'est précisément avec cette chanson que la chance va tourner pour Perfume et le single marque le décollage de leur carrière. Tandis que le single Fan Service (Sweet) ne fait pas l'objet de ventes extraordinaires, Chocolate Disco attire l'attention de Kaela Kimura, une artiste influente au Japon à cette période. Cette dernière est présentatrice de radio et passe régulièrement les chansons de Perfume dans ses émissions à ses auditeurs. C'est de cette manière que Akira Tomotsugi, un directeur commercial, va remarquer le groupe et va décider d'utiliser les filles pour une de ses publicités télévisées. Le 1er juin 2007, une campagne publicitaire pour le recyclage est donc très largement diffusée, accompagnée par une nouvelle musique des Perfume intitulée Polyrhythm. La diffusion de la campagne permet également à Perfume de s'exposer plus largement au public japonais. Cette stratégie commerciale fonctionne puisque par la suite, les billets mis en vente pour leur prochain concert sont très vite écoulés et Perfume devient même le premier groupe d'Idols à participer au Summer Sonic Music Festival. Le 12 septembre 2007, Perfume réalise officiellement son 10e single Polyrhythm qui atteint la 4e place au Onicon Daily Single Charts. La sortie de ce single marque le début de la popularité nationale naissante du groupe.
L'année suivante, le groupe poursuit sa réussite en sortant le single Baby Cruising Love/Macaroni. Le single parvient à se hisser à la 3e position des Oricon Weekly Charts et se vend à 50 000 exemplaires. Le 16 avril 2008, Perfume réalise son tout premier album intitulé GAME. Cette fois-ci, le succès est total pour le groupe et l'album atteint la 1re place des Oricon Charts faisant ainsi de Perfume le premier groupe de technopop à accomplir cet exploit depuis 1983. Les ventes de GAME s’élèvent à 450 000 exemplaires vendus et l'album est certifié double disque de Platine.
Après le succès de GAME, c'est tout naturellement que le groupe se lance dans une tournée à travers le Japon. Le GAME Tour parcourt 10 villes et les concerts affichent alors complets. À la fin de cette tournée, le groupe annonce qu'il se produira en novembre 2008 au prestigieux Nippon Budokan mais annonce également la sortie de leur prochain single Love The World.

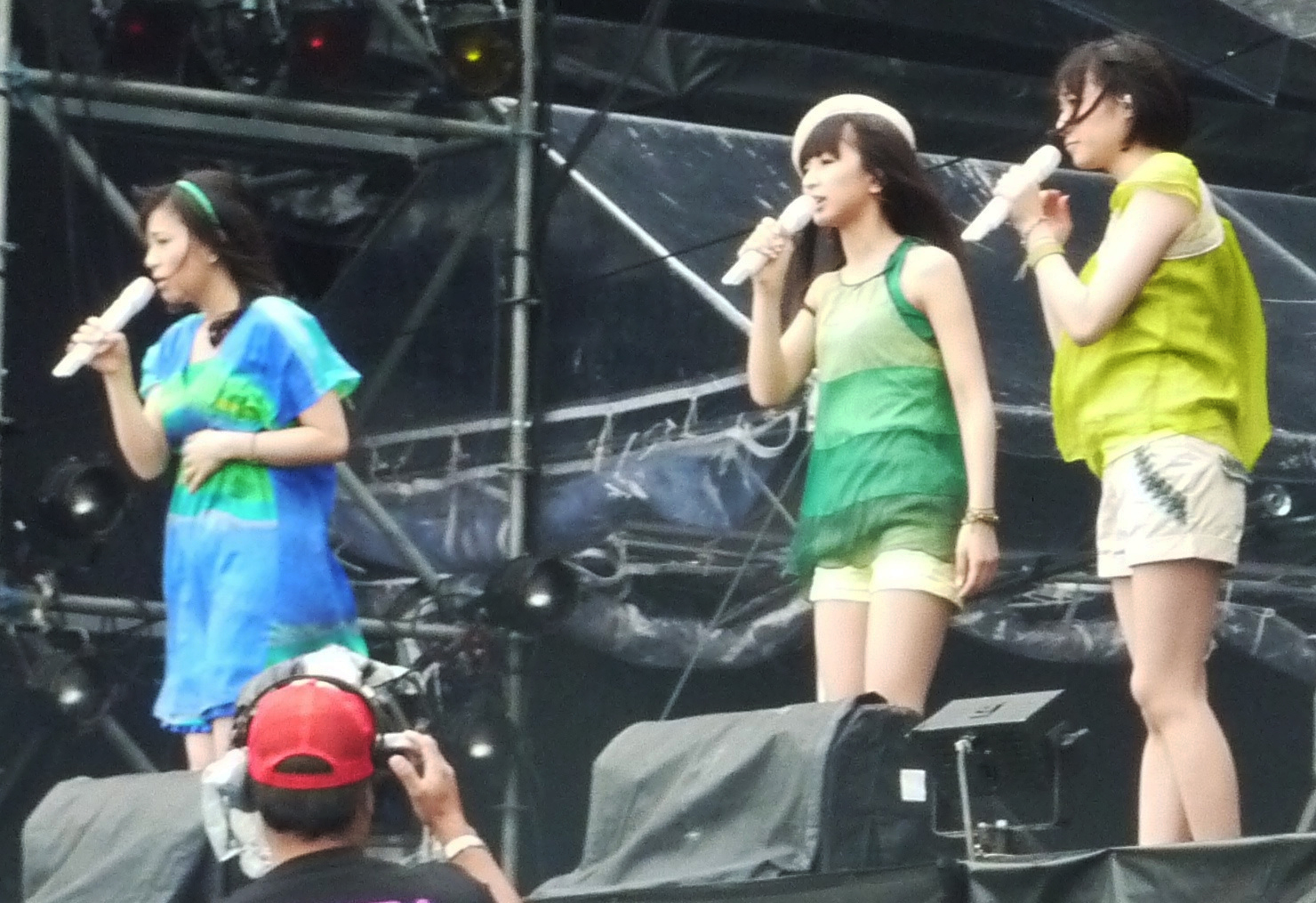
Perfume sur scène, en 2009.

### 2008-2009: TRIANGLE
Le single Love The World sort le 9 juillet 2008. Le single devient rapidement la première chanson technopop à se hisser au sommet des Onicon Charts. En octobre 2008 est annoncée la sortie d'un DVD du GAME Tour.
Le 25 mars 2009, Perfume réalise son 14e single intitulé One Room Disco. C'est sans surprise que le single atteint la 1re place dans les charts japonais. Le 8 juillet 2009, le groupe sort son 3e album inspiré des années 1980 : Triangle. L'album se vend à 300 000 exemplaires et est classé à la 1re position dans les charts. Afin de promouvoir ce 3e album, le groupe entame une seconde tournée nationale.

### 2010-2011: Activités internationales etJPN
En 2010, Perfume réalise un 15e single nommé Fushizen na Girl / Natural ni Koishite qui atteint la 2e place dans les charts. À cette même occasion, Perfume annonce une nouvelle tournée spécialement dédiée à ses nombreux fans. La tournée prend le nom de Perfume 10th Anniversary Fan Club Tour et il est également annoncé que les filles réaliseront un concert à la prestigieuse salle de concert de Tokyo, le Tokyo Dome et que ce concert s'intitulera 1 2 3 4 5 6 7 8 9 10 11. 

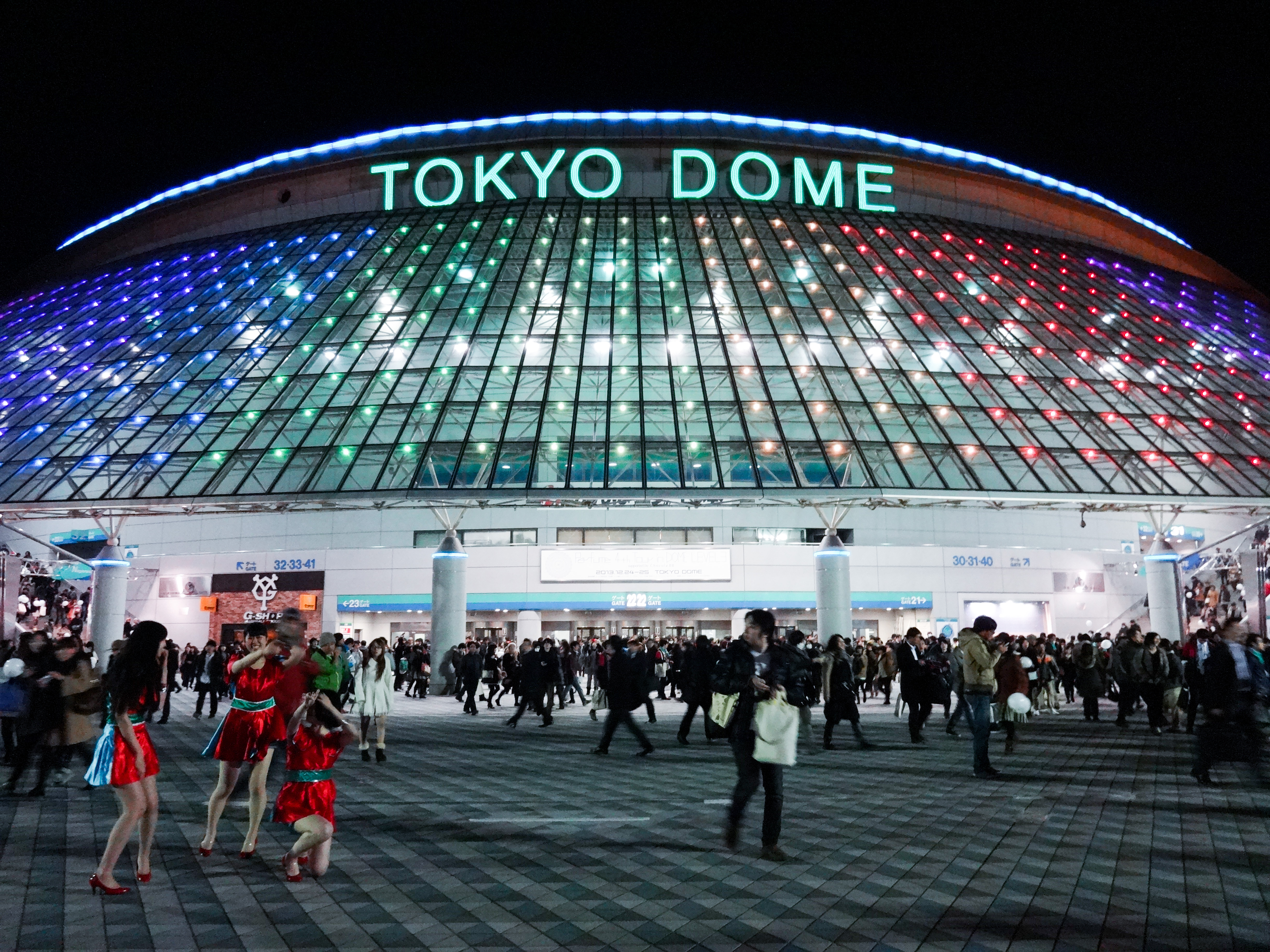
L'entrée du Tokyo Dome, salle où les Perfume se sont produites.

Le concert de Perfume au Tokyo Dome reste un fait marquant puisqu'il s'avère être la seconde fois qu'un groupe de musique exclusivement féminin se produit dans la salle de concert. Les tickets sont vite entièrement écoulés le jour même de leur mise en vente et la demande est tellement forte que des sièges supplémentaires sont ajoutés dans la salle afin d’accueillir quelques fans en plus. À la fin de ce concert, il est annoncé que Perfume réalisera une performance en tant que groupe représentant du Japon aux Mnet Asian Music Awards de 2010 (l'une des plus prestigieuses remises de prix destinée à la musique asiatique ayant lieu à Macao cette année-là). Cette performance est la première performance des Perfume réalisée dans un pays étranger.
Perfume fait également de nombreuses apparitions publicitaires comme dans la campagne japonaise de la marque de soda Pepsi où elles reprennent un court extrait de la chanson Lovefool de The Cardigans.
Le 10 novembre 2010, le groupe réalise un nouveau single intitulé Nee et est utilisé, avec Natural ni Koishite dans une publicité de la marque Natural beauty basic. Le single débute en 2e position des ventes de single la première semaine avec près de 90 000 exemplaires vendus, leur plus haut chiffre pour un single sorti depuis une semaine à peine. Le 28 novembre 2010, Perfume interprète Nee et Natural ni Koishite aux Mnet Asian Music Awards et remporte l'award du meilleur artiste asiatique de l'année.
Le 2 février 2011, Perfume sort un nouveau single Laser Beam qui est utilisée dans les publicités pour la marque de boissons japonaises Kirin. Cependant, il est annoncé le 3 mars 2011 qu'un prochain single des Perfume est en cours de préparation et sortira précisément le 20 avril. Le single sera en réalité une combinaison de 2 singles Laser Beam/Kasuka na Kaori. Cependant, la sortie du single est repoussée au 5 mai en raison de l'important séisme du Tōhoku qui toucha l'Est du Japon. Le single sortira finalement le 18 mai 2011.
À noter également que la chanson Polyrhythm figure dans le film Cars 2 des studios Pixar. Le groupe fut d'ailleurs spécialement invité à l'avant-première du film le 18 juin 2011 à Los Angeles. Après la sortie du film, la popularité de Perfume est à nouveau montée en flèche et le groupe commence à se faire un peu connaître au-delà du Japon et de l'Asie. C'est à cette même période que le groupe réalise Glitter, qui sera une nouvelle fois utilisé dans une publicité pour Kirin.
Le 5 septembre, le groupe annonce la sortie de son 4e album, JPN prévue pour le 30 novembre 2011. Avant la réalisation de l'album, le groupe sort le single Spice le 2 novembre. Spice est la première chanson de l'album, qui contiendra également Glitter.
Le 5 octobre 2011, Perfume représente une fois de plus le Japon lors du Asia Song Festival 2011 ayant lieu dans la ville de Daegu en Corée du Sud. En plus de Perfume, le groupe japonais AAA est également invité pour représenter le pays. Lors de ce Festival, Perfume se produit en compagnie d'autres artistes de la scène musicale asiatique : on y retrouve des artistes coréens influents comme les groupes Super Junior, Girls' Generation, Beast ou encore le chanteur Lee Seung-gi mais aussi les chanteurs chinois Bibi Zhou ou Leo Ku ainsi que le chanteur taïwanais Peter Ho et la chanteuse thaïlandaise Tata Young.

### 2012: Changement de label et continuation des activités internationales
Le 28 février 2012, le groupe signe un contrat avec le label Universal Music Japan afin de se consacrer à une carrière internationale. La mise en vente de leur album JPN est maintenant effectuée dans 50 pays et le groupe annonce également l'ouverture de son site officiel le 6 mars. La première chanson réalisée sous le label Universal Music Japan est réalisée le 8 mars 2012 est s'intitule Spring of Life. La chanson est joyeuse et dansante avec un clip inspiré des nouvelle technologies où les filles apparaissent en humaines à moitié robotisées. Ce single sera utilisé une nouvelle fois dans la campagne publicitaire de la marque Kirin.
Le 18 mai 2012, Perfume donne son tout premier interview en anglais au journal japonais The Japan Times. Les sujets abordés par le groupe lors de cet interview sont multiples : les membres parlent de K-pop mais aussi de leur récent changement de label pour finir à leur premier voyage aux États-Unis et leur désir de commencer une carrière internationale. De ce fait, Universal décide de présenter Perfume sur le marché international plutôt que d'essayer de le faire s'adapter, comme lors de ses précédentes années d'activité, au marché asiatique.
Perfume présente les MTV Video Music Award Japan 2012 qui ont lieu à Chiba le 23 juin 2012.
Le 23 juillet 2012, le groupe annonce deux nouvelles importantes : Il réalisera une tournée en dehors du Japon et parcourra l'Asie de l'Est en passant notamment par Hong Kong, Taïwan, Singapour et la Corée du Sud et sortira également une nouvelle compilation complète appelée Perfume Global Compilation LOVE THE WORLD le 12 septembre 2012.
Perfume représente une troisième fois le Japon au Festival TV ABU de la chanson 2012 qui a lieu au KBS Hall à Séoul, en Corée du Sud le 14 octobre 2012.

### 2013: Percée internationale etLEVEL3
Le 27 février 2013, Perfume réalise son 18e album Mirai No Museum. La chanson est reprise comme thème dans le film Doraemon : Nobita no Himitsu Dōgu Museum. Le single arrive en 2e position à l'Oricon Chart, devenant ainsi la 12e chanson du groupe à s'imposer dans le top 3 des classements musicaux japonais.
Du 29 mai au 18 juin, le groupe se consacre à une tournée appelée Zutto Suki Datta'n'jake: Sasurai no Men Kata Perfume Fes!! avec la présence d'autres artistes japonais tel que Kazuyoshi Saito, Tamio Okuda et Maximum the Hormone. La tournée est construite en 6 concerts répartis dans les villes de Tokyo, Nagoya et Osaka. Perfume réalise également un concert au Ultra Music Festival en Corée du Sud le 14 juin 2013.
Le 22 mai, le groupe réalise son deuxième single de l'année 2013 : Magic Of Love en parallèle avec la réalisation d'un DVD Perfume World Tour 1st contenant toutes leurs performances réalisées à Singapour.

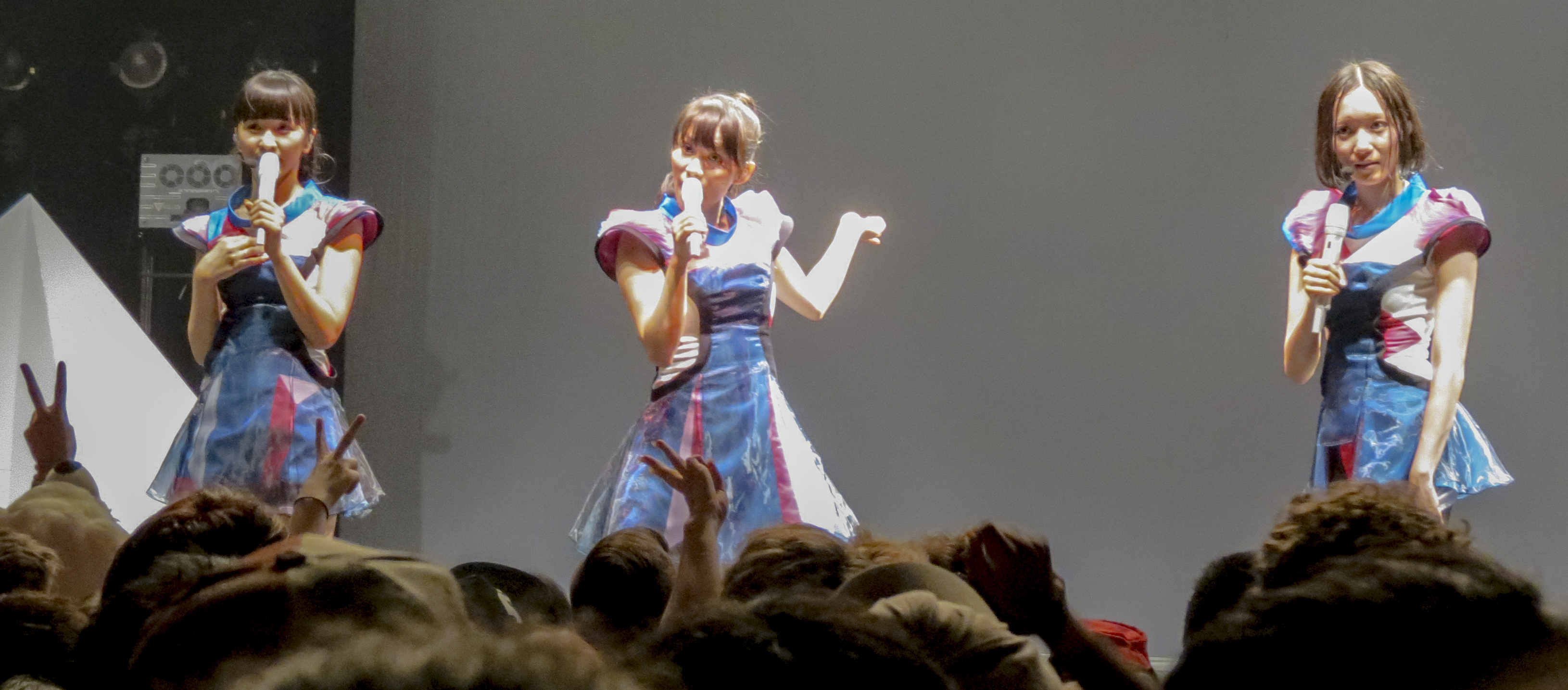
Perfume sur scène, en 2013.

Le 20 juin 2013, Perfume est invité au Festival international de la créativité ayant lieu chaque année à Cannes en France. Le groupe présente alors le Perfume Global Site Project qui est récompensé d'un Silver Lion Award dans la catégorie Cyber Lions et réalise ainsi une performance inédite de leur single Spending All My Time, mêlant danse mais aussi mise en scène informatique et effets visuels.
En juillet 2013, Perfume entame une deuxième tournée mondiale qui parcourt les villes de Cologne, Londres et Paris.
En juin 2013, Perfume annonce la sortie de son 4e album LEVEL3 prévue pour le 2 octobre. C'est le premier album du groupe enregistré sous Universal Music. Le 6 octobre, Perfume commence à promouvoir son nouveau single Party Maker dans une campagne publicitaire de la marque japonaise Eisai.
Le 27 novembre 2013, Perfume sort la chanson Sweet Refrain qui sera utilisée comme bande originale du drama japonais Toshi Densetsu no Onna 2 diffusé le 11 octobre 2013 sur la chaîne TV Asahi.

### 2014: Perfume FES!! 2014, Perfume 5th Tour 'Gurun Gurun' et Perfume 3rd World Tour
Le 22 février 2014, Perfume est invité à se produire au KKBOX Music Awards de Taïwan. Le groupe annonce une deuxième tournée Perfume Fes!! 2014 en compagnie d'autres groupes japonais tel que 9nine, Tokyo Ska Paradise Orchestra et Rip Slyme. La tournée est constituée de 9 dates dans plusieurs salles de concerts notamment à Tokyo, Hiroshima, Shizuoka, Ishikawa, Kagawa et pour finir Séoul. La tournée débute le 15 mars et se termine le 20 mars.
Le 30 avril, il est annoncé via le fan-club du groupe qu'un nouveau single est prévu pour l'été ainsi qu'une nouvelle tournée appelée Perfume 5th Tour 'Gurun Gurun. La tournée est constituée de 14 concerts à travers 7 villes du Japon.
Le 27 mai, le groupe annonce la sortie de leur nouveau single Cling Cling contenant également 3 nouvelles chansons : Hold Your Hand, Display et Ijiwaru na Hello pour le 16 juillet. Cling Cling sera utilisée dans la nouvelle campagne publicitaire d'Eisai. Pour la chanson Hold Your Hand, les fans du groupe venant du monde entier réalisent des photos de leurs mains sur lesquelles sont écrites les paroles de la chanson. Toutes ces photos seront ensuite rassemblées et utilisées dans le clip vidéo de la chanson.
Le 24 juin, Perfume annonce qu'une prochaine tournée mondiale aura lieu : le Perfume 3rd World Tour du 31 octobre au 15 novembre. À l'occasion de cette tournée, Perfume se rendra à Taïwan, à Singapour, au Royaume-Uni et, pour la première fois lors d'une tournée du groupe, aux États-Unis.
Le 7 octobre sort une version Bonus de LEVEL3 sous le label Astralwerks.

### 2015: SXSW, Perfume FES!! 2015 et DocumentaireWe Are Perfume

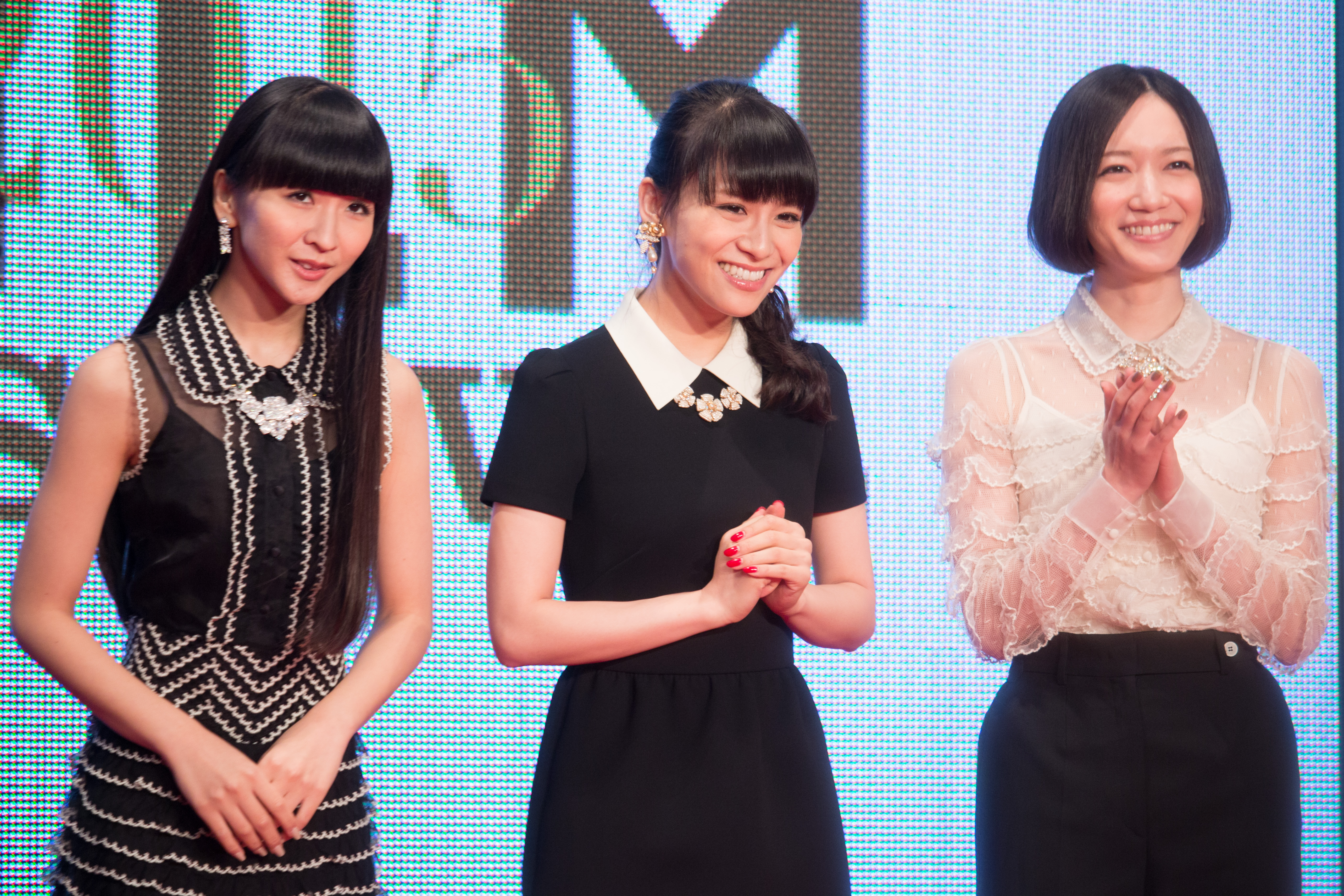
Kashiyuka, A~Chan et Nocchi lors de la cérémonie d'ouverture du 28e festival du Film de Tokyo

En mars 2015, Perfume retourne aux États-Unis et font une apparition au SXSW, un ensemble de plusieurs festivals de musique mais aussi de films et tout simplement de médias. La performance du groupe contient le début de leur nouvelle chanson Story. Cette performance sera particulièrement remarquée et appréciée notamment pour sa technologie et ses nombreux effets visuels futuristes utilisés.
Le 29 avril 2015, Perfume réalise le double single Relax in the City/Pick Me Up. Dans le clip de Pick Me Up apparaît le groupe américain OK Go.
Du 21 au 30 septembre 2015, Perfume entame une série de concerts et d’événements afin de célébrer le 15e anniversaire du groupe. Le 21 septembre a lieu le PTA summit, le 22 septembre a lieu le Perfume FES!! 2015, le 23 septembre a lieu le 3rd Perfume Dance Contest et une série de concerts intitulée 3:5:6:9 (à prononcer San:Go:Roku:Kyu) est également prévue.
Le 15 octobre 2015, le nouveau single STAR TRAIN. La chanson est utilisée comme thème du documentaire We Are Perfume constitué des vidéos de leur 3e tournée mondiale ainsi que de leur performance au SXSW.
Le 26 novembre 2015, Perfume réalise la chanson Next Stage With You qui apparaît dans la campagne publicitaire japonaise de la marque automobile allemande Mercedes-Benz.
Le 5 décembre, Perfume se présente dans un épisode de Entertainment Nippon diffusée sur le diffuseur public japonais NHK World. L'épisode détaille avec précision l'histoire du groupe ainsi que son parcours à travers les années : depuis ses débuts à Hiroshima jusqu'à sa réussite internationale actuelle. L'épisode montre aussi les coulisses, le staff ainsi que le travail réalisé qui ont contribué au succès de leurs multiples performances.
Le 25 décembre, Perfume annonce qu'un 5e album est prévu pour le printemps 2016 accompagné d'une tournée nationale. C'est finalement le 14 février 2016 qu'est 2dévoilée la sortie de l'album COSMIC EXPLORER prévue pour le 6 avril avec, en plus, une 6e tournée portant le même nom à travers le Japon.

### 2016:Cosmic Explorer
L'album COSMIC EXPLORER sort au Japon le 6 avril 2016.
Le groupe entame sa tournée japonaise en mai par deux concerts donnés à la Sekisui Heim Super Arena de Rifu et visite ensuite les villes de Shizuoka, Echizen, Tokushima, Chiba, Wakayama et Sapporo. Après sa première tournée nationale, le groupe effectue un crochet par les États-Unis, où il donne des concerts à Los Angeles, San Francisco et Chicago, et se produit deux fois au Hammerstein Ballroom de New-York. Il s'agit de la tournée la plus importante effectuée par le groupe en dehors du Japon. En août puis en septembre 2016, les fans londoniens et new-yorkais de Perfume ont par ailleurs l'occasion de visiter l'exposition itinérante Perfume : A Gallery Experience, organisée en collaboration avec Rhizomatiks, lors de laquelle sont exposés divers costumes et objets liés au groupe. En octobre et en novembre, le groupe achève son Perfume 6th Tour en se produisant dans les Dome d'Osaka, Nagoya et Fukuoka.
En novembre, le groupe dévoile l'extrait d'un nouveau morceau, "Houseki no Ame", dans une publicité tournée pour la marque japonaise Ora2.
Le 23 décembre, Perfume annonce, via une vidéo mise en ligne sur YouTube, qu'il s'apprête à commercialiser son tout premier parfum portant le nom de PERFUME OF PERFUME.

### 2017:TOKYO GIRL, Perfume FES!! 2017 etIf you wanna
Le 16 janvier 2017, Perfume annonce par l'intermédiaire de son compte Facebook la sortie d'un nouveau single : TOKYO GIRL sort le 15 février, accompagné de sa face B, Houseki no Ame. La chanson sert par ailleurs de générique pour le drama Tokyo Tarareba Girls, pour lequel A~chan prête sa voix.
Le 24 février, Perfume annonce sa septième tournée Perfume FES!! 2017 prévue pour le mois de juin.
Le 12 juin, il dévoile un extrait du morceau Everyday dans une publicité tournée pour la marque Panasonic, avec lequel le groupe avait déjà collaboré pour DISPLAY en 2014.
Le 30 août sort le single If You Wanna et sa face B, Everyday. Perfume entame la promotion du single par un live diffusé le lendemain sur YouTube, utilisant des installations similaires à celles du clip de If You Wanna, qui sort le 5 septembre.
Le 8 novembre, le groupe réalise en collaboration avec l'opérateur téléphonique docomo une performance d'un nouveau morceau, FUSION, qui voit les trois membres du groupe, séparés à Londres, Tokyo et New-York être fusionnés par effets numériques dans un dispositif scénique triangulaire.
Pour le nouvel an 2018, le groupe fait l'ouverture du programme Songs of Tokyo, diffusé le 31 décembre 2017 par la chaîne japonaise NHK World afin de promouvoir la musique japonaise à l'international, dans le cadre de la promotion des Jeux olympiques 2020 de Tokyo. Le groupe partage à cette occasion l'affiche avec plusieurs autres artistes emblématiques de la J-pop, à l'instar de Miyavi, Cornelius, X Japan, Kyary Pamyu Pamyu ou encore Joe Hisaishi.

### 2018:Mugen MiraietFuture Pop
Le groupe sort le 14 mars son trentième single, "Mugen Mirai", utilisé pour la promotion du film Chihayafuru Part 3. La face B du single est "FUSION".
Au mois de mai, le groupe annonce pour le 15 août 2018 la sortie d'un nouvel album intitulé Future Pop, et prévoit une tournée au Japon pour la fin de l'année.
Le groupe se produit également à l'international, avec des dates en 2019 en Asie (Shanghai et Taipei) et aux États-Unis. Il deviendra par ailleurs le premier groupe de J-pop à se produire au festival de Coachella, en Californie.

### 2022 :PLASMA
Leur album PLASMA sort le 27 juillet 2022. Il est porté par le single Spinning World, sorti le 15 juillet.

## Style musical
Le style musical de Perfume se fixe à partir du moment où le groupe collabore avec Yasutaka Nakata. Lors de ses débuts, le groupe se rapproche d'un style post-shibuya-kei, influencé par le jazz, la pop, la musique électronique ou encore la chanson française des années 1960. Cette influence se ressent depuis les premiers morceaux produits par Nakata (Inryoku, Monochrome Effect), d'autres titres tels que Seventh Heaven, Negai, Macaroni et encore sur certains titres de l'album JPN (Natural Ni Koishite, Have A Stroll). Le son du groupe, à ses débuts, emprunte également à des genres aussi divers que la synthpop, la bubblegum pop, la dance-pop, la techno ainsi que la house music. L'album JPN (2011), comme l'indique son titre, marque une volonté marquée, de la part du groupe et son producteur, de mettre en valeur l'esthétique musicale est-asiatique et la langue japonaise. Les références à la langue et à l'esthétique nippone sont nombreuses : à la musique de jeu vidéo (Laser Beam), à l'electro-pop de manière générale (les synthétiseurs de GLITTER, Nee, VOICE et Spice) et à la poésie japonaise (les paroles de 575 sont structurées à la manière des haikus, c'est-à-dire en trois vers de 5, 7 et 5 syllabes).
À partir de 2013 et la sortie de l'album Level 3, le son de Nakata et Perfume s'oriente plus clairement vers la dance ou EDM tout en conservant une identité synthpop et techno très marquée. La sortie de Cosmic Explorer (2016) marque une volonté de se tourner vers les modes de production de l'EDM occidentale, par exemple dans les morceaux STAR TRAIN, qui utilise des guitares acoustiques, ou Pick Me Up. Nakata continue néanmoins de s'inspirer d'éléments musicaux plus proprement est-asiatiques, perceptibles par exemple dans la mélodie de Cling Cling ou dans la chanson-titre Cosmic Explorer, comparée à l'œuvre du Yellow Magic Orchestra. Les singles suivants, TOKYO GIRL, If you wanna (2017) et Mugenmirai (2018) confirment cette évolution vers l'EDM et un minimalisme assez éloigné du style habituel de Nakata, régulièrement qualifié de "maximaliste".
L'une des particularités du groupe et plus généralement de la musique de Nakata est également de modifier les voix de ses interprètes en utilisant très fréquemment l'autotune. Par cet intermédiaire, le musicien cherche à donner un style synthétique, informatique à leurs voix, associant ses interprètes à des robots ou des intelligences artificielles, choix artistique que complètent par exemple le clip de Spring Of Life ou les paroles du morceau Computer City. D'autres clips et morceaux abordent les thèmes contradictoires de l'artificiel et du naturel, de la réalité et de l'illusion, à l'instar de Ceramic Girl, Fushizen Na Girl, Magic Of Love, Furikaeru To Iru Yo, Fake It ou Pick Me Up. Du fait de l'utilisation de l'autotune, les performances musicales du groupe reposent presque exclusivement sur la synchronisation labiale (ou playback), complétées par un dispositif scénique et chorégraphique impressionnant, fusion du travail et de l'interprétation des trois membres du groupe, de la chorégraphe Mikiko et, plus récemment, des installations visuelles de l'entreprise Rhizomatiks.

## Influences
Beaucoup d'artistes et de musiciens ont publiquement révélé qu'ils étaient fans de Perfume. Marty Friedman, un guitariste de Rock américain, a désigné Perfume comme étant « le groupe ayant eu le plus d'influence dans l'industrie musicale japonaise en 2008 ». Le rappeur japonais, KREVA, Pierre Nakano du groupe japonais Ling Tosite Sigure et la chanteuse Aya Hirano ont dit être des fans du groupe. L'animatrice de radio japonaise Kaela Kimura, étant une grande admiratrice du groupe, passe régulièrement ses chansons dans son émission Oh My Radio!. Le chanteur du groupe OK Go, Damian Kulash, a dit sur Instagram être devenu un fan du groupe à la suite de la collaboration croisée entre son groupe et Perfume pour les clips de Pick Me Up et I Won't Let You Down. Gus Lobban, membre fondateur du groupe Kero Kero Bonito, a dit de Perfume, dans une interview donnée au webzine Juice Singapour, qu'il était « peut-être l'un des plus grands groupes de pop du siècle ».

## Membres
- Nocchi (のっち?) :  Ayano Ōmoto (大本 彩乃?), née le 20 septembre 1988 (36 ans).
- Kashiyuka (かしゆか?) : Yuka Kashino (樫野 有香?), née le 23 décembre 1988 (36 ans).
- A~chan (あ～ちゃん?) : Ayaka Nishiwaki (西脇 綾香?), née le 15 février 1989 (36 ans).

### Ancien membre
- Kawayuka (かわゆか?) : Yūka Kawashima (河島佑香?), née le 5 novembre 1988 (36 ans).

## Discographie

### Albums
| Date de sortie                                  | Titre           | Chart-Position (Oricon) | Ventes (Japon) | Albums          |
| ----------------------------------------------- | --------------- | ----------------------- | -------------- | --------------- |
| 16 avril 2008                                   | GAME            | 1                       | 500,000        | 1. Album studio |
| 8 juillet 2009                                  | ⊿ (Triangle)    | 1                       | 331,227        | 2. Album studio |
| 30 novembre 2011                                | JPN             |                         |                |                 |
| 2 octobre 2013 (Japon) 21 octobre 2013 (France) | LEVEL3          | 1                       | 207,419        | 4. Album studio |
| 6 avril 2016                                    | Cosmic Explorer | 1                       | 183,982        | 5. Album studio |
| 15 août 2018                                    | Future Pop      | 1                       | 120,000        | 6. Album studio |
| 27 juillet 2022                                 | Plasma          | 3                       |                | 7. Album studio |

### Singles

#### Époque "indie"
| Numéro | Date de Sortie    | Titre original         | Titre translittéré | Classement Oricon |
| ------ | ----------------- | ---------------------- | ------------------ | ----------------- |
| 1      | 21 mars 2002      | OMAJINAI★ペロリ        | OMAJINAI★Perori    | ‐                 |
| 2      | 1er novembre 2002 | 彼氏募集中             | Kareshi Boshūchū   | ‐                 |
| 3      | 6 août 2003       | スウィートドーナッツ   | Sweet Donuts       | ‐                 |
| 4      | 17 mars 2004      | モノクロームエフェクト | Monochrome Effect  | 117               |
| 5      | 8 septembre 2004  | ビタミンドロップ       | Vitamin Drop       | 119               |

#### Époque "major"
| Numéro | Date de Sortie    | Titre original                    | Titre translittéré                     | Classement Oricon |
| ------ | ----------------- | --------------------------------- | -------------------------------------- | ----------------- |
| 1      | 21 septembre 2005 | リニアモーターガール              | Linear Motor Girl                      | 99                |
| 2      | 011 janvier 2006  | コンピューターシティ              | Computer City                          | 45                |
| 3      | 28 juin 2006      | エレクトロ・ワールド              | Electro World                          | 77                |
| 4      | 24 février 2007   | ファン・サーヴィス［sweet］       | Fan Service (Sweet)                    | 31                |
| 5      | 21 septembre 2007 | ポリリズム                        | Polyrhythm                             | 7                 |
| 6      | 16 janvier 2008   | Baby cruising Love/マカロニ       | Baby Cruising Love / Macaroni          | 3                 |
| 7      | 09 juillet 2008   | love the world                    | Love the World                         | 1                 |
| 8      | 19 novembre 2008  | Dream Fighter                     | Dream Fighter                          | 2                 |
| 9      | 25 mars 2009      | ワンルーム・ディスコ              | One Room Disco                         | 1                 |
| 10     | 14 avril 2010     | 不自然なガール/ナチュラルに恋して | Fushizen na Girl / Natural ni Koishite | 2                 |
| 11     | 11 août 2010      | VOICE                             | VOICE                                  | 2                 |
| 12     | 10 novembre 2010  | ねぇ                              | Ne~e                                   | 2                 |
| 13     | 18 mai 2011       | レーザービーム/微かなカオリ       | Laser Beam / Kasuka na Kaori           | 2                 |
| 14     | 2 novembre 2011   | スパイス                          | SPICE                                  | 2                 |
| 15     | 11 avril 2012     | Spring of Life                    | Spring of Life                         | 2                 |
| 16     | 15 août 2012      | Spending all my time              | Spending All My Time                   | 2                 |
| 17     | 27 février 2013   | 未来のミュージアム                | Mirai no Museum                        | 2                 |
| 18     | 22 mai 2013       | Magic of Love                     | Magic of Love                          | 3                 |
| 19     | 27 novembre 2013  | Sweet Refrain                     | Sweet Refrain                          | 3                 |
| 20     | 16 juillet 2014   | Cling Cling                       | Cling Cling                            | 2                 |
| 21     | 29 avril 2015     | Relax In The City / Pick Me Up    | Relax In The City / Pick Me Up         | 2                 |
| 22     | 28 octobre 2015   | STAR TRAIN                        | STAR TRAIN                             | 3                 |
| 23     | 15 février 2017   | TOKYO GIRL                        | TOKYO GIRL                             | 2                 |
| 24     | 30 août 2017      | If you wanna                      | If you wanna                           | 2                 |
| 25     | 14 mars 2018      | 無限未来                          | Mugen Mirai                            | 4                 |
| 26     | 22 septembre 2021 | ポリゴンウェイヴ                  | Polygon Wave                           | 2                 |

### BLU-RAY/DVD
| Date de sortie   | Titre                                                     | Chart-Position (Oricon) | Ventes (Japan) | Type                          |
| ---------------- | --------------------------------------------------------- | ----------------------- | -------------- | ----------------------------- |
| 29 août 2005     | Akihabalove (アキハバラブ)                                | ‐                       | ‐              | 1. DVD live                   |
| 14 mars 2007     | Fan Service (bitter) (ファン・サーヴィス[bitter])         | 13                      | 3 387          | 2. DVD live (Limited Edition) |
| 13 février 2008  | Fan Service (bitter) (ファン・サーヴィス[bitter])         | 3                       | 55 617         | 1. DVD live (Regular Edition) |
| 15 octobre 2008  | Perfume First Tour『GAME』                                | 1                       | 127 153        | 4. DVD live                   |
| 25 mars 2009     | Perfume『BUDOUKaaaaaaaaaaN！！！！！』                    | 1                       | 102 485        | 5. DVD live                   |
| 13 janvier 2010  | Perfume『Perfume Second Tour 2009 直角二等辺三角形TOUR』  | 1                       | 82,179         | 6. DVD live                   |
| 9 février 2011   | Perfume at Tokyo Dome『1 2 3 4 5 6 7 8 9 10 11』          | 1                       | 109,854        | 7. DVD live                   |
| 1er août 2012    | Perfume 3rd Tour『JPN』                                   | 1                       |                | 8. DVD live                   |
| 22 mai 2013      | Perfume WORLD TOUR 1st                                    | 1                       |                | 9. DVD live                   |
| 9 avril 2014     | Perfume 4th tour "LEVEL 3" in Dome                        | 1                       |                | 10. DVD live                  |
| 12 février 2014  | Perfume Clips                                             | 1                       |                | Compilation de clips musicaux |
| 1er octobre 2014 | Perfume WORLD TOUR 2nd                                    | 1                       |                | 11. DVD live                  |
| 10 mars 2015     | Perfume 5th tour "Gurun Gurun"                            | 1                       |                | 12. DVD live                  |
| 22 juillet 2015  | Perfume 3rd WORLD TOUR                                    | 1                       |                | 13. DVD live                  |
| 13 janvier 2016  | Perfume Anniversary 10 Days 2015 PPPPPPPPPP: Live 3:5:6:9 | 1                       |                | 14. DVD live                  |

Perfume est devenu le premier groupe féminin à positionner 5 DVD consécutivement en première place du classement japonais Oricon.

## Vidéographie
| #                       | Titre                                     | Clip                    |
| Perfume ~Complete Best~ | Perfume ~Complete Best~                   | Perfume ~Complete Best~ |
| ----------------------- | ----------------------------------------- | ----------------------- |
| 1                       | Linear Motor Girl                         | Visionner               |
| 2                       | Computer City                             | Visionner               |
| 3                       | Electro World                             | Visionner               |
| GAME                    |                                           |                         |
| 4                       | Chocolate Disco Twinkle Snow Powdery Snow | Visionner               |
| 5                       | Polyrhythm                                | Visionner               |
| 6                       | Baby Cruising Love Macaroni               | Visionner               |
| -                       | Secret Secret                             | Visionner               |
| ⊿                       |                                           |                         |
| 7                       | Love The World                            | Visionner               |
| 8                       | Dream Fighter                             | Visionner               |
| 9                       | One Room Disco                            | Visionner               |
| -                       | I still love U                            | Visionner               |
| JPN                     |                                           |                         |
| 10                      | Fushizen na Girl Natural ni Koishite      | Visionner               |
| 11                      | Voice                                     | Visionner               |
| 12                      | Nee                                       | Visionner               |
| -                       | Fake it (face B de Nee)                   | Visionner               |
| 13                      | Laser Beam Kasukana Kaori                 | Visionner               |
| 14                      | Spice                                     | Visionner               |
| -                       | GLITTER (face B de Spice)                 | Visionner               |
| LEVEL3                  |                                           |                         |
| 15                      | Spring of Life                            | Visionner               |
| 16                      | Spending all my time                      | Visionner               |
| 17                      | Mirai no Museum                           | Visionner               |
| 18                      | Magic of Love                             | Visionner               |
| -                       | 1mm                                       | Visionner               |
| COSMIC EXPLORER         |                                           |                         |
| 19                      | Sweet Refrain                             | Visionner               |
| 20                      | Cling Cling                               | Visionner               |
| -                       | Hold Your Hand (face B de Cling Cling)    | Visionner               |
| 21                      | Relax In The City Pick Me Up              | Visionner               |
| 22                      | STAR TRAIN                                | Visionner               |
| 23                      | FLASH                                     | Visionner               |
| Future Pop              |                                           |                         |
| 24                      | TOKYO GIRL                                | Visionner               |
| 25                      | If you wanna                              | Visionner               |
| -                       | Everyday                                  | Visionner               |
| 26                      | Mugen Mirai                               | Visionner               |
| 27                      | Let Me Know                               | Visionner               |
| 28                      | Future Pop                                | Visionner               |
| 29                      | Challenger                                | Visionner               |
| PLASMA                  |                                           |                         |
| 30                      | Time Warp                                 | Visionner               |
| 31                      | Polygon Wave                              | Visionner               |
| 32                      | FLOW                                      | Visionner               |
| 33                      | Spinning World                            | Visionner               |

### Bande originale de film
- Love Strikes! (2011) : Baby Cruising Love
- Cars 2 (2011) : Polyrhythm
- Doraemon : Nobita no Himitsu Dōgu Museum (2013) : Mirai No Museum
- Americain Dad! S6E12 : Monochrome Effect